# Whitburn
Whitburn é uma pequena cidade localizada na área de conselho escocesa West Lothian. Sua população, segundo o 2011, era de 10 527 habitantes.